# Centro Geodésico da América do Sul
Cuiabá é abrigo do Centro Geodésico da América do Sul, nas coordenadas 15° 35′ 56″,80 de latitude sul e 56° 06′ 05″,55 de longitude oeste. Situado na atual praça Pascoal Moreira Cabral, foi determinado por Marechal Cândido Rondon, em 1909, o correto ponto do centro geodésico já foi contestado, mas cálculos feitos pelo Exército Brasileiro confirmaram as coordenadas do marco calculadas por Rondon.
A praça era conhecida como Campo d'Ourique, lugar onde castigavam escravos e eram realizadas as cavalhadas e touradas. A partir de 1972 passou a funcionar a Assembleia Legislativa do Estado de Mato Grosso, hoje no local funciona a Câmara Municipal de Cuiabá.
Na década de 1970, foi construído um obelisco no exato local. O antigo marco encontra-se visível no interior da nova estrutura. Este atual obelisco é representado na bandeira de Cuiabá e no escudo da equipe de futebol Cuiabá Esporte Clube.